# Hela Norge bakar
Hela Norge bakar (norska: Hele Norge baker) är ett norskt tävling- och matlagningsprogram på TV3 som hade premiär 2013. Programmet är norsk version av Hela England bakar. Programmet ledes av Line Verndal, juryn är Pascal Dupuy, Linda Roalstad och Øyvind Lofthus.